# سد هاتگی
سد هاتگی (به لاتین: Hatgyi Dam) یک سد در میانمار است که در Hat Gyi, Karen State واقع شده‌است.